# Canadian Rugby Championship 2009
Canadian Rugby Championship 2009 – pierwsza edycja najwyższej klasy rozgrywkowej w męskim rugby union w Kanadzie. Zawody odbywały się w dniach 7 września–10 października 2009 roku.

## Informacje ogólne
Zawody były częścią inauguracyjnej edycji Americas Rugby Championship. Cztery uczestniczące drużyny rywalizowały systemem kołowym, następnie zaś dwie najlepsze po fazie grupowej zespoły spotkały się w finale tych rozgrywek, które jednocześnie były półfinałem ARC.
W zawodach triumfowała drużyna BC Bears, która w finałowym pojedynku pokonała zespół Ontario Blues 12–8, awansując jednocześnie do finału ARC.

## Faza grupowa
| 7 września 200914:00 | Prairie Wolf Pack | 23:31 | Atlantic Rock | Calgary Rugby Park, Calgary |
| 7 września 200914:00 |                   | 23:31 |               | Calgary Rugby Park, Calgary |

| 12 września 200915:00 | BC Bears | 29:24 | Ontario Blues | Brockton Oval, Vancouver |
| 12 września 200915:00 |          | 29:24 |               | Brockton Oval, Vancouver |

| 19 września 200915:00 | Atlantic Rock | 7:8 | BC Bears | Swilers Rugby Complex, St. John’s |
| 19 września 200915:00 |               | 7:8 |          | Swilers Rugby Complex, St. John’s |

| 19 września 200915:00 | Ontario Blues | 13:14 | Prairie Wolf Pack | Fletcher’s Fields, Markham |
| 19 września 200915:00 |               | 13:14 |                   | Fletcher’s Fields, Markham |

| 26 września 200915:00 | Ontario Blues | 32:5 | Atlantic Rock | Fletcher’s Fields, Markham |
| 26 września 200915:00 |               | 32:5 |               | Fletcher’s Fields, Markham |

| 26 września 200915:00 | BC Bears | 52:14 | Prairie Wolf Pack | Brockton Oval, Vancouver |
| 26 września 200915:00 |          | 52:14 |                   | Brockton Oval, Vancouver |

## Finał
| 10 października 200915:30 | BC Bears | 12:8 | Ontario Blues | MacDonald Park, Victoria |
| 10 października 200915:30 |          | 12:8 |               | MacDonald Park, Victoria |